# Richard Carrier
Richard C. Carrier, född 1 december 1969, är en amerikansk historiker med inriktning på Romarriket, antikens historia, kristendomens uppkomst och frågan om Jesu historicitet.
Richard Carrier är en av de främsta företrädarna för mytteorin – uppfattningen att kristendomen uppstod som en mysteriekult i vilken man i himmelska visioner och uppenbarelser mötte den uppståndne Kristus, och att Jesus aldrig har existerat som historisk person. Carrier är också en uttalad förkämpe för ateismen, en förespråkare för metafysisk naturalism och en ofta anlitad debattör och föreläsare.

## Biografi
Richard Carrier föddes den 1 december 1969 och växte upp i ett hem med föräldrar som var fritänkande metodister. Vid 15 års ålder blev han filosofisk daoist. Efterhand och i takt med egna studier kom han att ifrågasätta sin tro och vid 21 års ålder betraktade han sig som ateist. Under perioden 1990–1992 verkade han i försvaret inom kustbevakningen, där han studerade elektronik och sonar.
Richard Carriers högre studier inleddes på University of California, Berkeley där han 1997 vid 27 års ålder avlade en filosofie kandidatexamen (B.A.) i historia och dessutom erhöll en ”minor” i Antikens kultur och litteratur. Året därpå avlade han magisterexamen (M.A.) i Antikens historia vid Columbia University och år 2000 blev han filosofie magister (M.Phil.) vid samma lärosäte. Hans avhandling handlade om Herodes den store och Romarrikets administration. I oktober 2008 avlade Carrier sin doktorsexamen (PhD) i Antikens historia vid Columbia University. Doktorsavhandlingen, “Attitudes Toward the Natural Philosopher in the Early Roman Empire (100 B.C. to 313 A.D.)”, handlade om det beröm och den beundran som kom till uttryck inom den romerska eliten för de icke-judiska och icke-kristna naturfilosofernas strävanden och bedrifter. Carriers studier har främst inriktat sig på grekisk-romersk historiografi (historieskrivning), filosofi och religion (inklusive kristendomen som en av dessa religioner) samt på Romarrikets fall.

## Carriers väg till byte av ståndpunkt i Jesusfrågan
Liksom de flesta andra hade Carrier tagit för givet att Jesus åtminstone funnits. Det var först efter enträgen begäran från ett växande antal skeptiker om att han skulle ge sitt omdöme om Earl Dohertys teorier, vilka denne framlade i boken The Jesus Puzzle, som Carrier till slut gav med sig och läste boken. Doherty är en av de ledande förespråkarna för uppfattningen att Jesus inte har funnits som verklig historisk person. Till sin förvåning fann Carrier boken vara väl underbyggd och argumenten logiskt och kompetent presenterade. Carrier hade i sin recension av Dohertys bok år 2002 vissa invändningar mot delar av Dohertys framställan, och han var långt ifrån övertygad om dennes slutsatser, men han fann informationen tillräckligt övertygande för att han skulle påbörja en grundligare undersökning av ämnet.
År 2005 lät Carrier meddela att han efter djupare studier blivit än mer övertygad. Från att tidigare ha ansett det något mer sannolikt att Jesus inte har funnits än att han har funnits, hade han nu kommit till slutsatsen att det är mycket mer sannolikt att Jesus inte har funnits. I två böcker, som egentligen är två volymer av ett större sammanhållet verk, Proving History från 2012 och On the Historicity of Jesus från 2014, utvecklar Carrier sina argument med större exakthet.

## Carriers grund till att betvivla Jesu historicitet

### Bayes sats

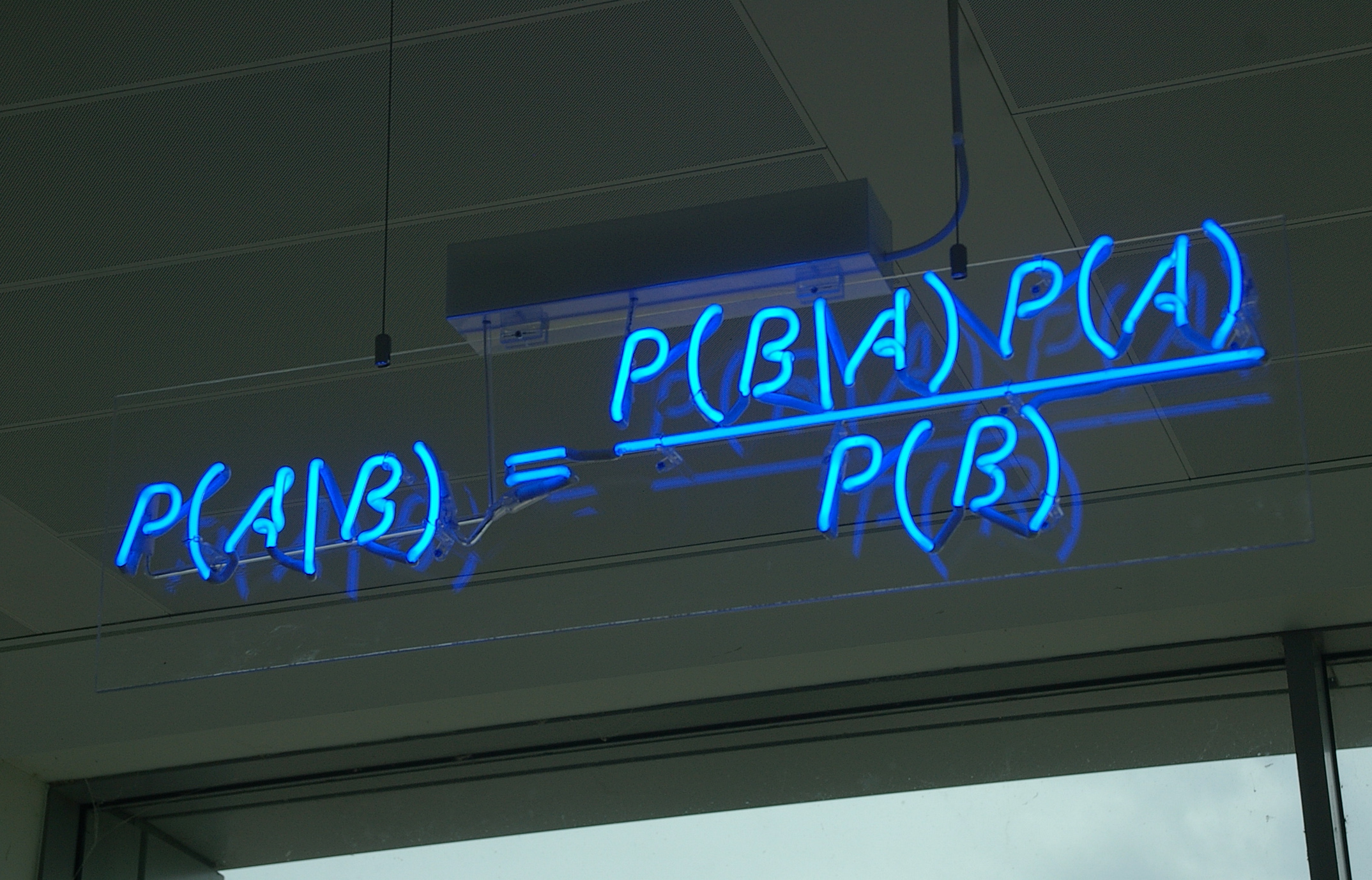
En neonskylt föreställande Bayes sats när n = 1.

I Proving History lägger Carrier grunden för sitt resonemang om att mer objektiva metoder måste användas inom historieforskningen, för att åtminstone kunna bestämma hur sannolika olika historiska skeenden är. Carrier förordar att man bör begagna Bayes sats inom historieforskningen, för att därmed få fram en siffra på sannolikheten. I annat fall tenderar forskare endast att uttrycka sin egen uppfattning om vad de anser vara sannolikt och denna uppfattning är ofta subjektiv.
Två saker är enligt Carrier särskilt viktiga att förstå för att rätt kunna använda Bayes sats och för sannolikhetsberäkningar i allmänhet.
1) Sannolikheten för en teori kan endast bedömas i förhållande till alternativa teorier. Man kan inte styrka något genom att enbart söka efter sådant som stöder detta något. En teori blir trolig endast om fakta bättre stöder den teorin än vad den stöder alla andra alternativa teorier. Och fakta som stöder två olika teorier lika bra, har inget bevisvärde för någon av dessa teorier (såvida inga andra teorier föreligger). Endast genom att i ljuset av fakta jämföra en teori med alternativa teorier går det avgöra hur trolig teorin är.
2) Om fakta inte riktigt stöder den teori man förespråkar och man måste införa ytterligare alternativa tolkningar för att teorin ska fungera, kommer dessa alternativa tolkningar alltid att göra teorin mindre sannolik. Varje extra förklaring till en viss teori, oavsett hur sannolik den i sig är, kommer alltid att göra huvudförklaringen mindre sannolik. Detta beror på att ingen teori är till 100 procent sannolik (om än den kan vara mycket nära 100 procent) och genom att förutsätta att två eller flera kriterier måste uppfyllas kommer de sammantaget att göra förklaringen mindre sannolik. Alltså blir den enklaste förklaringen också den sannolikaste. Två antaganden där det ena är 75 procent sannolikt och det andra 50 procent sannolikt kommer, om man måste förutsätta att båda är sanna för att händelsen ska ha inträffat, bara att ge en sannolikhet på 37,5 procent för att den också har inträffat (0,75 × 0,50 = 0,375).

### Bayes sats tillämpad på frågan om Jesu existens
I On the Historicity of Jesus använder Carrier Bayes sats för att beräkna sannolikheten för att Jesus har funnits. I enlighet med regeln att ju mer invecklad en teori är, desto mindre sannolik är den, låter Carrier jämföra sannolikheten för två minimala teorier. Han ställer en minimal mytteori mot en minimal historicitetsteori.

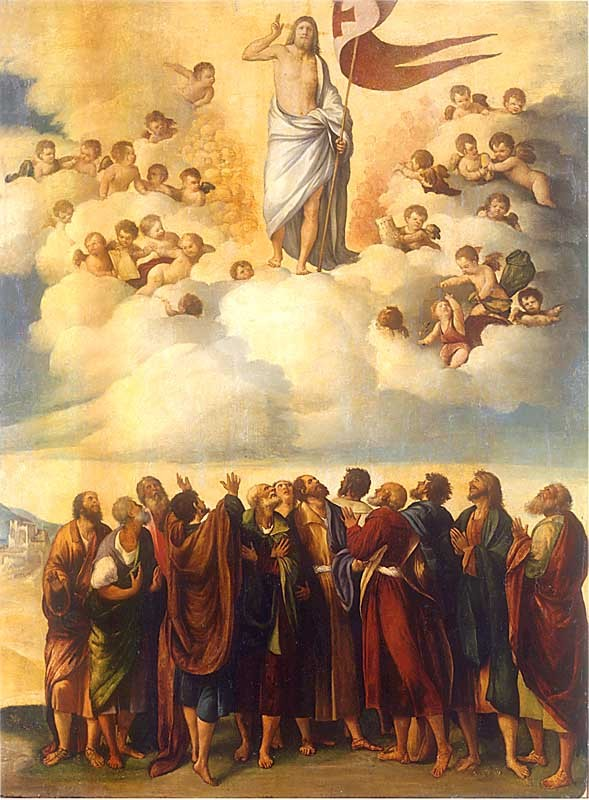
Kristi himmelsfärd: Målning av italienaren Battista Dossi (cirka 1490–1548).

Vad gäller den minimala mytteorin, förutsätter Carrier följande: När kristendomen tog sin början ansågs Jesus Kristus vara bara ett himmelskt väsen, liksom ansågs vara fallet med många andra gudar och halvgudar vid denna tid. Denne Jesus Kristus kommunicerade med sina anhängare endast genom drömmar och visioner. I likhet med andra himmelska väsen ansågs han från början ha inkarnerat, dött, begravts och återuppstått, men allt detta endast i en andlig sfär och inte på jorden. I likhet med andra himmelska väsen kom sedan en allegorisk berättelse att formas kring denne Jesus Kristus och denna att traderas inom en församling, där Jesus tillskrevs ett liv på jorden med familj, vänner och fiender, gärningar och en lära. Kommande generationer av tillbedjare kom att uppfatta denna skapade berättelse som en berättelse om något som verkligen hade hänt.
Den minimala historicitetshypotesen förutsätter enligt Carrier endast följande: En verklig person vid namn Jesus fick vid något tillfälle i historien anhängare vilka efter hans död fortsatte som en identifierbar rörelse. Detta är samme Jesus som vissa av anhängarna påstod hade dödats av de judiska och romerska makthavarna. Detta är också samme Jesus som vissa av dessa anhängare började dyrka som en levande gud eller halvgud.
Med vetskap om att tillförseln av ytterligare detaljer till dessa båda hypoteser endast kommer att försvaga dem, beräknar Carrier med hjälp av Bayes sats hur väl hypoteserna förmår att förklara alla kända fakta. Eftersom det finns ett visst mått av godtycke i att avgöra vad som är rimligt i varje givet antagande, lät Carrier göra två beräkningar för varje antagande, ett som är så välvilligt mot antagandet att Jesus har funnits som enligt honom kan anses försvarbart och ett som Carrier anser vara mer realistiskt. Genom att sedan parallellt utföra de båda beräkningarna uppnår han i det ena fallet ett resultat som han anser vara det mest generösa för att Jesus har funnits. Detta resultat landar på 33 procent. I det andra fallet hamnar det sammanvägda realistiska resultatet på 0,008 procent eller 1/12000. Detta anser Carrier i verklig mening vara 0 procent. Således utmynnar hans beräkning i att sannolikheten för att Jesus har funnits ligger någonstans mellan 0 och 33 procent och därmed sannolikheten för att han inte har funnits någonstans mellan 67 och 100 procent.

### Carriers grund för beräkningen
Richard Carrier tillhör de forskare som anser att det helt saknas oberoende utomkristna bevittnanden av Jesus. Han avfärdar båda Jesusomnämnandena hos Josefus som kristna tillägg; Testimonium Flavianum som ett medvetet och omnämnandet av Kristus i Jakobpassagen som ett oavsiktligt. Carrier anser att också omnämnandet av Kristus hos den romerske historikern Tacitus kan vara ett kristet tillägg, men, hävdar han, om så inte är fallet återger Tacitus likväl bara det han hört kristna berätta och därmed är passagen inget från kristna oberoende bevittnande av Jesus som historisk person. Och Thallos, vars påstådda omvittnande av solförmörkelsen vid Jesu död har bevarats endast på omvägar, nämnde enligt Carrier aldrig ens Jesus. Övriga vittnen som brukar åberopas är antingen inga vittnen alls, eller i annat fall så sena i tiden att de heller inte ger några oberoende bevittnanden.
Evangelierna och Apostlagärningarna är enligt Carrier legendariska skrifter som inte återger en enda händelse som troligare har inträffat än inte har inträffat. Och de tidigaste författarna, med Paulus som den främste, är till synes helt ovetande om Jesus som en historisk person.

### Framtida uppgifter
Carrier menar att eftersom han ändå inte tror på kristendomen eller att Jesus var Guds son, har det ingen betydelse för honom om Jesus har funnits eller inte. Han vill som historiker bara veta sanningen. Han hävdar vidare att ingen tidigare på allvar har tagit sig för att bevisa att Jesus har funnits. Inom forskarvärlden har detta bara okritiskt förutsatts vara fallet. Med On the Historicity of Jesus, som är den första referentgranskade bok utgiven på ett välrenommerat akademiskt förlag som argumenterar för att Jesus inte har funnits, har Carrier nu enligt egen utsago satt en standard som forskarvärlden måste förhålla sig till, om inte annat för att framlägga en alternativ förklaring som är trovärdigare.

## Publikationer
Böcker:
- Guerres limitées et paix perpétuelle : étude des rapports entre les caractéristiques de la guerre au xviiième siècle et les conceptions de la paix de l'abbé de Saint-Pierre, Jean-Jacques Rousseau, Jérémie Bentham et Emmanuel Kant (Québec: Université Laval, Laboratoire d'études politiques et administratives, 1992).
- Sense and Goodness without God: A Defense of Metaphysical Naturalism (AuthorHouse 2005).
- Not the Impossible Faith: Why Christianity Didn’t Need a Miracle to Succeed (Lulu 2009).
- Why I Am Not a Christian: Four Conclusive Reasons to Reject the Faith (Philosophy Press 2011).
- Proving History: Bayes’s Theorem and the Quest for the Historical Jesus (Prometheus 2012).
- Hitler Homer Bible Christ: The Historical Papers of Richard Carrier 1995–2013 (Philosophy Press 2014).
- On the Historicity of Jesus: Why We Might Have Reason for Doubt (Sheffield: Phoenix 2014).

Artiklar i tidskrifter och som bokkapitel:
- “Do Religious Life and Critical Thought Need Each Other? A Reply to William Reinsmith.” Inquiry: Critical Thinking Across the Disciplines 16.1 (Autumn 1996): 67–75.
- “Flash! Fox News Reports that Aliens May Have Built the Pyramids of Egypt!” Skeptical Inquirer 23.5 (September–October 1999): 46–50.
- “Are the Odds Against the Origin of Life Too Great?” Reports of the National Center for Science Education 20.4 (Jul/Aug 2000): 25–34.
- “Pseudohistory in Jerry Vardaman’s Magic Coins: The Nonsense of Micrographic Letters”. Skeptical Inquirer 26.2 (Mar–Apr 2002): 39–41, 61.
- “More on Vardaman’s Microletters.” Skeptical Inquirer 26.4 (Jul/Aug 2002): 60–61.
- “The Guarded Tomb of Jesus and Daniel in the Lion’s Den: An Argument for the Plausibility of Theft”, Journal of Higher Criticism 8.2 (Fall 2001): 304–318.
- “The Function of the Historian in Society.” The History Teacher 35.4 (Aug 2002): 519–526.
- “Hitler’s Table Talk: Troubling Finds.” German Studies Review 26.3 (Oct 2003): 561–576.
- “Whence Christianity? A Meta-Theory for the Origins of Christianity.” Journal of Higher Criticism 11.1 (Spr 2005): 22–34.
- “The Argument from Biogenesis: Probabilities Against a Natural Origin of Life.” Biology and Philosophy 19.5 (Nov 2004): 739–764.
- “The Spiritual Body of Christ and the Legend of the Empty Tomb.” The Empty Tomb: Jesus Beyond the Grave, ed. by Robert M. Price & Jeffery Jay Lowder (Prometheus 2005): 105–232.
- “The Plausibility of Theft.” The Empty Tomb: Jesus Beyond the Grave, ed. by Robert M. Price & Jeffery Jay Lowder (Prometheus 2005): 349–368.
- “The Burial of Jesus in Light of Jewish Law.” The Empty Tomb: Jesus Beyond the Grave, ed. by Robert M. Price & Jeffery Jay Lowder (Prometheus 2005): 369–392.
- “Fatal Flaws in Michael Almeida’s Alleged ‘Defeat’ of Rowe’s New Evidential Argument from Evil.” Philo 10.1 (Spring–Summer 2007): 85–90.
- “Bayes’ Theorem for Beginners: Formal Logic and Its Relevance to Historical Method.” Caesar: A Journal for the Critical Study of Religion and Human Values 3.1 (2009): 26–35. [reproduced in R. Joseph Hoffmann, ed., Sources of the Jesus Tradition: Separating History from Myth (Prometheus 2010): 81–108.]
- “On Defining Naturalism as a Worldview.” Free Inquiry 30.3 (April/May 2010): 50–51.
- “Why the Resurrection Is Unbelievable.” The Christian Delusion: Why Faith Fails, ed. by John Loftus (Prometheus 2010): 291–315.
- “Christianity Was Not Responsible for Modern Science.” The Christian Delusion: Why Faith Fails, ed. by John Loftus (Prometheus 2010): 396–419.
- “Christianity’s Success Was Not Incredible.” The End of Christianity, ed. by John Loftus (Prometheus 2011): 53–74, 372–375.
- “Neither Life Nor the Universe Appear Intelligently Designed.” The End of Christianity, ed. by John Loftus (Prometheus 2011): 279–304, 404–414.
- “Moral Facts Naturally Exist (and Science Could Find Them).” The End of Christianity, ed. by John Loftus (Prometheus 2011): 333–364, 420–429.
- “Thallus and the Darkness at Christ’s Death.” Journal of Greco-Roman Christianity and Judaism 8 (2011–2012): 185–191.
- “Bayes’ Theorem and the Modern Historian: Proving History Requires Improving Methods,” The Bible and Interpretation (April 2012). (Tillgänglig online 19 jan. 2015)
- “Origen, Eusebius, and the Accidental Interpolation in Josephus, Jewish Antiquities 20.200.” Journal of Early Christian Studies 20.4 (Winter 2012): 489–514.
- “How Not to Defend Historicity.” Bart Ehrman and the Quest of the Historical Jesus of Nazareth: An Evaluation of Ehrman’s Did Jesus Exist?, ed. by Frank Zindler and Robert Price (American Atheist Press 2013): 15–62.
- “The Mythical Jesus of Joseph Atwill,” Secular World (Q3 2013): 49–53.
- “On the Facts as We Know Them, Ethical Naturalism Is All There Is: A Reply to Matthew Flannagan,” Philo 15.2 (Fall–Winter 2012): 200–211.
- “Atheism…Plus What?” Essays in the Philosophy of Humanism 21.1 (2013): 105–113.
- “The Prospect of a Christian Interpolation in Tacitus, Annals 15.44,” Vigiliae Christianae 68 (2014): 264–283.
- “Fernando Bermejo-Rubio’s Dispassionate Plea for a Historical Jesus,” Secular World 20.3 (Summer 2014): 22–23.
- “Why We Might Have Reason for Doubt: Should We Still Be Looking for a Historical Jesus?” The Bible and Interpretation (August 2014). (Tillgänglig online 19 jan. 2015)
- “Christianity and the Rise of American Democracy.” Christianity is Not Great: How Faith Fails, ed. by John Loftus (Prometheus 2014): 180–205, 509.

## Källhänvisningar